# L3A1刺刀
L3A1刺刀（英語：L3A1 Bayonet）是英国軍隊採用的套槍式多用途刺刀，隨L85步槍的採用同時起配用。（而衍生型L86和L22則無法安裝刺刀）
該刺刀基於FN FAL C型套槍式刺刀，但具有夾點式刀鋒。它亦具有空心式握柄，可套在SA80／L85步槍的槍口，並藉由插槽裝定使得握柄上的開口與消焰器以上的孔洞對齊。刀身偏向握柄側面，以使槍彈從刀身側邊通過。它亦可以用作多功能刀，以及與刀鞘結合作為鐵絲剪鉗。刀鞘以上還具有磨刀石和折疊式鋸片。

## 概述
L3A1的刀身偏向握柄右側，以在安裝刺刀時，步槍仍可發射子彈；它的形狀可在刺入時產生良好的貫穿力，並能將人的肋骨分斷而不埋入骨頭當中，還有其凹入部分的血道使得鮮血從身體徹底流出，以及肋條狀的排齒可用於切繩。刺刀握柄的形狀使得其本身可在需要時用作格鬥刀與多功能刀。與刺刀發配的刀鞘具有用於砍削木材的鋸片，打磨刺刀的磨刀石和开瓶器等獨立功能。當藉由凸起駐筍與刺刀結合時，它也可以用作鐵絲剪鉗。
2004年5月14日，在阿瑪拉戰役當中，威爾斯親王皇家團所屬的士兵以他倆上刺刀的SA80作戰；這是自福克蘭群島戰爭之后，英國軍隊首次在战斗中使用上刺刀的步槍。而在阿富汗的衝突當中，也有多次使用上刺刀的步槍的例子。

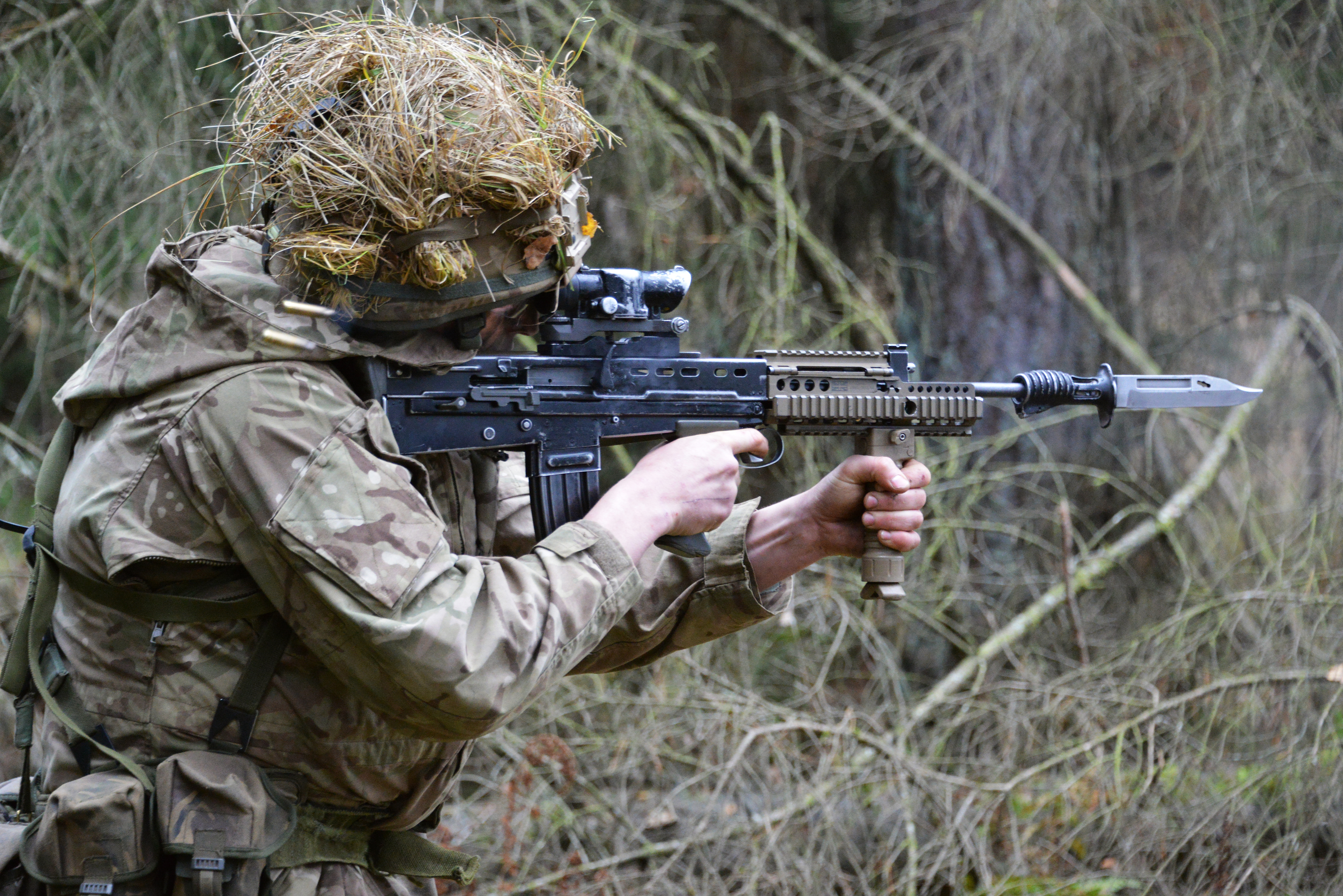
使用著裝上L85A2步槍的L3A1刺刀的英國士兵。

該刺刀無法安裝在L22卡賓槍或是L86輕型支援武器以上；做成的結果是在格蘭比行動之中、清掃塹壕期間，裝備後者的士兵有時會與載具駕駛員的L85交換武器。
英軍採用了L129A1精確射手步槍以後，亦採用了ISTEC公司所研發、藉由皮卡汀尼導軌裝上的適配器，使得L3A1刺刀可裝在L129A1以上使用。

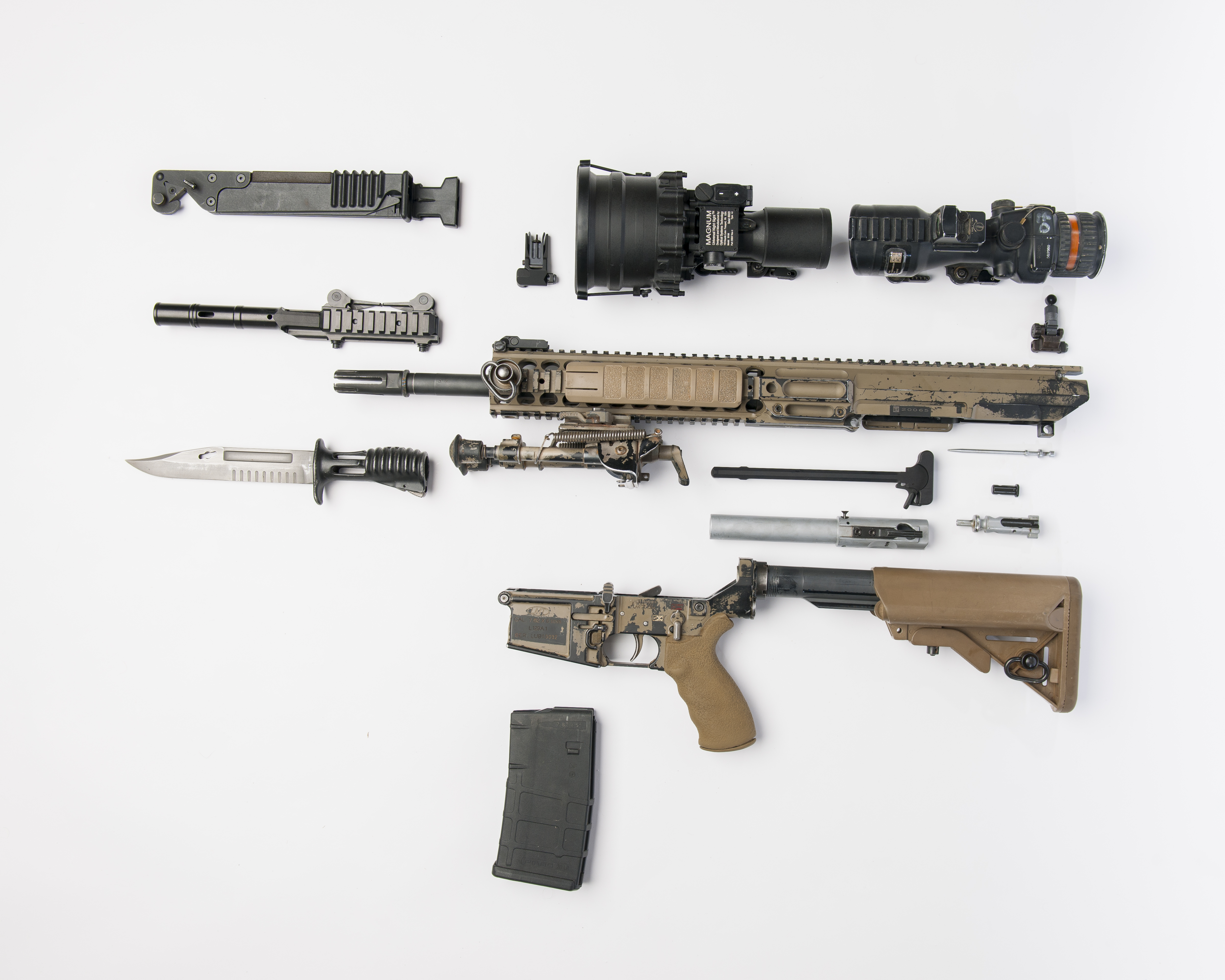
不完全分解的L129A1精確射手步槍，其中的配件包括L3A1刺刀及其刀鞘。

## 資料來源
1. ↑  .   [2020-10-10]. （原始内容存档于2020-08-05）.
2. 1 2  Kontis, George. . Small Arms Defense Journal.   [2020-10-10]. （原始内容存档于2018-09-05）.
3. ↑  英國國防部. . 1988.
4. ↑  英國國防部. . 2004.
5. ↑  英國國防部. . 2011.
6. ↑  英國國防部. . 2015.
7. 1 2 3  Grant, Neil. . 魚鷹出版. 2016. ISBN 978-1-4728-1104-2.
8. ↑  Wyatt, Caroline. . BBC News. 28 April 2009  [9 April 2011]. （原始内容存档于2020-12-07）.
9. ↑  英國國防部. . 2009.
10. ↑  ISTEC Services. .   [2020-04-07]. （原始内容存档于2020-04-07）.

## 外部連結
- （英文）—L3A1 （页面存档备份，存于）
- （英文）—Bayonets of Britain: Second World War and Post-War （页面存档备份，存于）
- （简体中文）—槍炮世界—L85A1突击步枪 （页面存档备份，存于）（有對L3A1刺刀的描述）